# Прилипе
Прилипе (словен. Prilipe) је насељено место у општини Брежице, Посавска регија, Словенија.

## Историја
До територијалне реорганизације у Словенији било је у саставу старе општине Брежице.

## Становништво
У попису становништва из 2011. године, Прилипе је имало 93 становника.
| Број становника према пописима | Број становника према пописима | Број становника према пописима |
| ------------------------------ | ------------------------------ | ------------------------------ |
| 1991                           | 2002                           | 2011                           |
| 91                             | 81                             | 93                             |